# Большовские Выселки
Большовские Выселки — деревня в Воловском районе Липецкой области России. Входит в состав Верхнечесноченского сельсовета.

## География
Деревня находится в юго-западной части Липецкой области, в лесостепной зоне, в пределах восточных отрогов Среднерусской возвышенности, на левом берегу ручья Чесночный (приток реки Олым), на расстоянии примерно 11 километров (по прямой) к юго-востоку от села Волово, административного центра района. Климат умеренно континентальный с теплым летом и умеренно морозной зимой.
Часовой пояс
Деревня Большовские Выселки, как и вся Липецкая область, находится в часовой зоне МСК (московское время). Смещение применяемого времени относительно UTC составляет +3:00.

## Население
| 2010 | 2012 |
| ---- | ---- |
| 55   | ↘39  |

Гендерный состав
По данным Всероссийской переписи населения 2010 года в гендерной структуре населения мужчины составляли 47,3 %, женщины — соответственно 52,7 %.
Национальный состав
Согласно результатам переписи 2002 года, в национальной структуре населения русские составляли 96 %.

## Улицы
Уличная сеть деревни состоит из двух улиц (ул. Луговая и ул. Степная).